# Харитонов, Иван Павлович
Иван Павлович Харитонов (1923—1977) — старшина Рабоче-Крестьянской Красной Армии, участник Великой Отечественной войны, полный кавалер ордена Славы.

## Биография
Иван Павлович Харитонов родился 12 декабря 1923 года в селе Панино, Медвенского района Курской области. В 1940 году вместе с семьей Харитонов И. П. уехал на Дальний восток. В РККА призван Михайловским РВК, Амурской области в апреле 1942 года. Принимал участие в боях на Ленинградском, 3-м, 2-м Прибалтийском, 1-м Украинском фронтах. В августе 1942 года два раза был ранен. К марту 1944 года сержант Харитонов командовал отделением взвода противотанковых ружей 4-го стрелкового полка 98-й стрелковой дивизии.
11 марта 1944 года Харитонов огнём из противотанкового ружья подавил вражеский пулемёт, обеспечив тем самым продвижение стрелковых частей вперёд. Несмотря на массированный вражеский огонь, вынес с поля боя получившего ранение командира батальона. Приказом по частям 98-й стрелковой дивизии (№ 20/н) от 20 марта 1944 года сержант Харитонов был награждён орденом Славы 3-й степени.
24 августа 1944 года во время боёв за город Элва (ныне — уезд Тартумаа Эстонии) старший сержант Иван Харитонов, будучи командиром расчёта 45-миллиметрового орудия, уничтожил танк «Тигр» и две автомашины с прицеплёнными к ним орудиями, подбил танк «Пантера» и три бронетранспортёра, создав панику в рядах противника и заставив его отступить. Приказом по войскам 67-й армии (№ 494/н) от 27 сентября 1944 года Харитонов был награждён орденом Славы 2-й степени.
В марте 1945 года в ходе прорыва вражеской обороны во время Верхнесилезской операции расчёт Харитонова уничтожил огневые точки противника и его живую силу, обеспечивая продвижение пехоте. 19 марта огнём прямой наводкой Харитонов уничтожил около 20 немецких огневых точек и рассеял группу вражеской пехоты численностью около 50 человек. Когда противник стал отступать, Харитонов умело выбрал позицию для своего орудия и уничтожил около 60 солдат и офицеров противника. Когда немецкие войска предприняли контратаку, он принял в её отражении активное участие.
Указом Президиума Верховного Совета СССР от 23 апреля 1945 года за «образцовое выполнение боевых заданий командования на фронте борьбы с немецкими захватчиками и проявленные при этом доблесть и мужество» старший сержант Иван Харитонов был награждён орденом Славы 1-й степени, став полным кавалером ордена Славы.
После окончания войны Харитонов был демобилизован. С 1947 года проживал и работал в родном селе Панино, Медвенского района Курской области. Умер 25 мая 1977 года
Был награждён орденами Славы трёх степеней, медалями «За отвагу», «За оборону Ленинграда», «За победу над Германией», «В память 250-летия Ленинграда».